# جوناثان فريمان (لاعب كرة قدم أسترالية)
جوناثان فريمان (بالإنجليزية: Jonathan Freeman)‏ هو لاعب كرة قدم أسترالية أسترالي، ولد في 27 أبريل 1994.

## وصلات خارجية
- جوناثان فريمان على موقع AustralianFootball.com (الإنجليزية)
- جوناثان فريمان على موقع AFLtables.com (الإنجليزية)